# Boelhouwer van Wouwe
Boelhouwer van Wouwe (* 1939 in Marum; † 7. November 2017) war ein niederländischer Politiker des CDA.

## Werdegang
Nach beruflicher Tätigkeit als Verwaltungsbeamter bei vier Gemeinden wurde er im August 1976 zum Bürgermeister der Gemeinde Klundert ernannt. 1984 wurde er zum Bürgermeister von Hardinxveld-Giessendam ernannt und von 1995 bis zu seiner vorzeitigen Pensionierung 2001 war er Bürgermeister von Katwijk. 2004 war er noch kurze Zeit kommissarischer Bürgermeister von Ridderkerk.